# Unterseeboot 356
Le Unterseeboot 356 (ou U-356) est un sous-marin allemand (U-Boot) de type VII.C utilisé par la Kriegsmarine (marine de guerre allemande) pendant la Seconde Guerre mondiale.

## Construction
L'U-356 est un sous-marin océanique de type VII C. Construit dans les chantiers de Flensburger Schiffbau-Gesellschaft à Flensbourg, la quille du U-356 est posée le 11 mai 1940 et il est lancé le 17 septembre 1941. L'U-356 entre en service trois mois plus tard.

## Historique
Mis en service le 20 décembre 1941, l'Unterseeboot 356 et son équipage effectuent leur formation à Danzig sous les ordres de l'Oberleutnant zur See Georg Wallas au sein de la 6. Unterseebootsflottille jusqu'au 1er septembre 1942, puis l'U-356 rejoint son unité de combat toujours dans la 6. Unterseebootsflottille, à la base sous-marine de Saint-Nazaire.
L'Unterseeboot 356 effectue deux patrouilles, dans lesquelles il coule un trois navires marchands ennemis pour un total de 13 649 tonneaux et endommage un navire marchand ennemi de 7 051 tonneaux au cours de ses 86 jours en mer.
Pour sa première patrouille, l'U-356 appareille de Kiel le 3 septembre 1942. Le 1er novembre 1942, l'Oberleutnant zur See Georg Wallas est promu au grade de Kapitänleutnant.

Après 63 jours en mer, l'U-356 retrouve Saint-Nazaire le 4 novembre 1942.
Le 2 décembre 1942, le Kapitänleutnant Georg Wallas cède le commandement de l'U-356 à l'Oberleutnant zur See Günther Ruppelt
L'U-356 quitte la base sous marine de Saint-Nazaire le 5 décembre 1942 pour effectuer sa deuxième patrouille. Le 27 décembre 1942, il attaque avec succès le ONS-154 (en), coulant trois navires marchands ennemis pour un total de 13 649 tonneaux et endommageant un navire marchand ennemi de 7 051 tonneaux dans l'Atlantique Nord au nord des Açores. L'escorte du convoi riposte et l'U-356 est coulé à son tour à la position géographique de 43° 30′ N, 25° 40′ O par des charges de profondeur lancées du destroyer canadien HMCS St. Laurent et par les corvettes canadiennes HMCS Chilliwack, HMCS Battleford et HMCS Napanee. 
Les quarante-six membres d'équipage meurent dans cette attaque.

## Affectations
- 6. Unterseebootsflottille à Danzig du 20 décembre 1941 au 1er septembre 1942 (entrainement).
- 6. Unterseebootsflottille à Saint-Nazaire du 1er septembre au 27 décembre 1942 (service actif).

## Commandements
- Oberleutnant zur See, puis Kapitänleutnant Georg Wallas du 20 décembre 1941 au 2 décembre 1942
- Oberleutnant zur See Günther Ruppelt du 3 au 27 décembre 1942

## Patrouilles
|       | Commandant            | Départ           | Départ        | Arrivée          | Arrivée       | Jours    | Succès   |
| ----- | --------------------- | ---------------- | ------------- | ---------------- | ------------- | -------- | -------- |
| 1     | Oblt. Georg Wallas    | 3 septembre 1942 | Kiel          | 4 novembre 1942  | Saint-Nazaire | 63 jours |          |
| 2     | Oblt. Günther Ruppelt | 5 décembre 1942  | Saint-Nazaire | 27 décembre 1942 | Coulé         | 23 jours | 20 700   |
| Total | Total                 | Total            | Total         | Total            | Total         | 86 jours | 20 700 t |

Note : Oblt. = Oberleutnant zur See 

### Opérations Wolfpack
L'U-356 a opéré avec les Wolfpacks (meute de loups) durant sa carrière opérationnelle:
1. Pfeil (12 septembre 1942 - 22 septembre 1942)
2. Blitz (22 septembre 1942 - 26 septembre 1942)
3. Tiger (26 septembre 1942 - 30 septembre 1942)
4. Wotan (5 octobre 1942 - 19 octobre 1942)
5. Raufbold (11 décembre 1942 - 22 décembre 1942)
6. Spitz (22 décembre 1942 - 27 décembre 1942)

## Navires coulés
L'Unterseeboot 356 a coulé trois navires marchands ennemis pour un total de 13 649 tonneaux et a endommagé un navire marchand ennemi de 7 051 tonneaux au cours des deux patrouilles (86 jours en mer) qu'il effectua.
| Date             | Nom du navire | Nationalité | Tonnage | Convoi       | Fait      |
| ---------------- | ------------- | ----------- | ------- | ------------ | --------- |
| 27 décembre 1942 | Empire Union  | Royaume-Uni | 5 952   | ONS-154 (en) | Coulé     |
| 27 décembre 1942 | Melrose Abbey | Royaume-Uni | 2 473   | ONS-154      | Coulé     |
| 27 décembre 1942 | Soekaboemi    | Pays-Bas    | 7 051   | ONS-154      | Endommagé |
| 27 décembre 1942 | King Edward   | Royaume-Uni | 5 224   | ONS-154      | Coulé     |
| Total:           | Total:        | Total:      | 20 700  |              |           |

### Source et bibliographie
- (en) Cet article est partiellement ou en totalité issu de l’article de Wikipédia en anglais intitulé « German submarine U-356 » (voir la liste des auteurs).
- Chris Bishop, historien militaire (trad. de l'anglais par Christian Muguet), Les sous-marins de la Kriegsmarine : 1939-1945 : le guide d'identification des sous-marins [« The spellmount submarine identification guide : Kriegsmarine U-boats 1939-1945 »], Paris, Éd. de Lodi, 2008, 192 p. (ISBN 978-2-84690-327-1, OCLC 470721805, BNF 41298980)